# Solus Rex
«Solus Rex» (в переводе с латинского «Одинокий король») — незаконченный роман Владимира Набокова, относящийся к русскому периоду его творчества. Написанные главы романа были впервые опубликованы в 1940—1942 годах.

## Создание и публикация
Набоков писал роман «Solus Rex» в Париже зимой 1939—1940 годов. В мае 1940 года, уехав в США, он прервал работу и больше к ней не возвращался, хотя в апреле 1941 года сообщил своему другу Эдмунду Уилсону: «Я уехал из Европы в середине огромного русского романа, который скоро начнет сочиться из какой-нибудь части моего тела, если я по-прежнему буду держать его внутри».
Были опубликованы только две главы книги. Одна из них, под названием «Solus Rex», увидела свет на страницах журнала «Современные записки» в 1940 году; другая, «Ultima Thule», была опубликована в «Новом журнале» в начале 1942 года. Автор в предисловии к одному из сборников своих произведений, вышедшему в 1973 году, написал, что «Ultima Thule» — первая глава романа, а «Solus Rex» — вторая, и что оставшуюся часть незаконченной книги он в своё время уничтожил. Первую главу Набоков позже переработал в самостоятельный рассказ, вошедший в сборник «Весна в Фиальте».
В 1973 году Набоков издал «Solus Rex» на английском языке. В этом издании впервые были опубликованы два фрагмента, с описанием полового контакта принца Адульфа и Ондрика и с упоминанием «дурных женщин» в диалоге (в первом издании, на русском языке, они оказались вычеркнуты).
Существуют мнения, что «Solus Rex» — продолжение романа «Дар» или просто тематически связанная с «Даром» книга. Отдельные темы этого произведения получили развитие в романах Набокова «Под знаком незаконнорожденных» и «Бледное пламя».

## Содержание
В «Ultima Thule» повествование ведётся от лица недавно овдовевшего художника Синеусова. Ему заказывают цикл иллюстраций к поэме о «каком-то северном короле, несчастном и нелюдимом». Почти ничего не зная о содержании поэмы, Синеусов начинает фантазировать и создаёт образ королевы Белинды, которую наделяет чертами покойной жены. Во второй главе рассказывается о политической интриге в северном королевстве.
В предисловии к английскому изданию «Solus Rex» Набоков объяснил смысл названия: речь о разновидности шахматных задач, предполагающей, что у чёрных остаётся только король.